# Quilopsis koebelei
Quilopsis koebelei är en insektsart som beskrevs av Webb 1983. Quilopsis koebelei ingår i släktet Quilopsis och familjen dvärgstritar. Inga underarter finns listade i Catalogue of Life.